# Githopsis
Githopsis es un género de plantas  perteneciente a la familia Campanulaceae. Contiene ocho especies. Es originario del sudoeste de Canadá y oeste de Estados Unidos.  Comprende 8 especies descritas y de estas, solo 4 aceptadas.

## Taxonomía
El género fue descrito por Thomas Nuttall y publicado en Transactions of the American Philosophical Society, new series 8: 258. 1843[1842]. La especie tipo es: Githopsis specularioides Nutt.

## Especies aceptadas
A continuación se brinda un listado de las especies del género Githopsis aceptadas hasta octubre de 2013, ordenadas alfabéticamente. Para cada una se indica el nombre binomial seguido del autor, abreviado según las convenciones y usos.
- Githopsis diffusa A.Gray.
- Githopsis pulchella Vatke.
- Githopsis specularioides Nutt.
- Githopsis tenella N.Morin.